# Trabea purcelli
Trabea purcelli là một loài nhện trong họ Lycosidae.
Loài này thuộc chi Trabea. Trabea purcelli được Carl Friedrich Roewer miêu tả năm 1951.